# Verbond van matig droge kalkgraslanden
Het verbond van matig droge kalkgraslanden (Mesobromion) is een verbond uit de orde van kalkgraslanden (Brometalia erecti). Het verbond omvat plantengemeenschappen van kalkrijke, droge gronden met overwegend twee- of meerjarige overblijvende kruiden.

## Naamgeving en codering
| Bromion erecti W.Koch 1926 |

- Frans: Communautés subatlantiques à atlantiques, mésoxérophiles à xérophiles
- Duits: Halbtrockenrasen
- Syntaxoncode voor Nederland (rVvN): r15Aa
- Natura2000-habitattypecode: H6210
- Corine biotope: 34.3 Festuco-Brometea. Dense perennial grasslands and middle European steppes

De wetenschappelijke naam Mesobromion is afgeleid van de wetenschappelijke naam van een belangrijke soort van deze orde, de bergdravik (Bromopsis erecta, synoniem Bromus erectus).

## Fysiognomie
Vegetatie van het verbond van matig droge kalkgraslanden manifesteert zich in de formatie van een grasland. Kenmerkend is de dichte, laagblijvende kruidlaag.
Vooral de kruidlaag is zeer soortenrijk, met zelfs tot 40 soorten per m². Ze bestaat uit zowel grassen, zoals gevinde kortsteel en zachte haver, als uit overblijvende kruiden zoals grote centaurie en duifkruid.
Ook de moslaag speelt een belangrijke rol in de vegetatie met voornamelijk bladmossen.

## Ecologie
De vegetatie van het verbond van matig droge kalkgraslanden vindt men op droge tot matig droge, basische bodems. In Nederland zijn dit bijna zonder uitzondering hellingen waar krijtgesteente dagzoomt. In Vlaanderen komen slechts enkele fragmenten van kalkgrasland voor, en in Wallonië is het te vinden op kalksteen in de vallei van de Maas en zijn bijrivieren, en in Belgisch-Lotharingen.
Kalkgraslanden zijn niet afhankelijk van grondwater, waardoor verdroging of waterverontreiniging geen gevaar vormen. Ze zijn ontstaan door antropgene ingrepen en voor hun voortbestaan daar ook van afhankelijk; beweiding met schapen of hooilandbeheer zijn noodzakelijk om te vermijden dat het grasland verbost.

## Associaties in Nederland en Vlaanderen
Het verbond van matig droge kalkgraslanden wordt in Nederland en Vlaanderen vertegenwoordigd door slechts één associatie.
- - kalkgrasland (Gentiano-Koelerietum)

## Diagnostische taxa voor Nederland en Vlaanderen
In het onderstaande overzicht zijn de belangrijkste diagnostische taxa van het verbond van matig droge kalkgraslanden voor Nederland en Vlaanderen te zien.

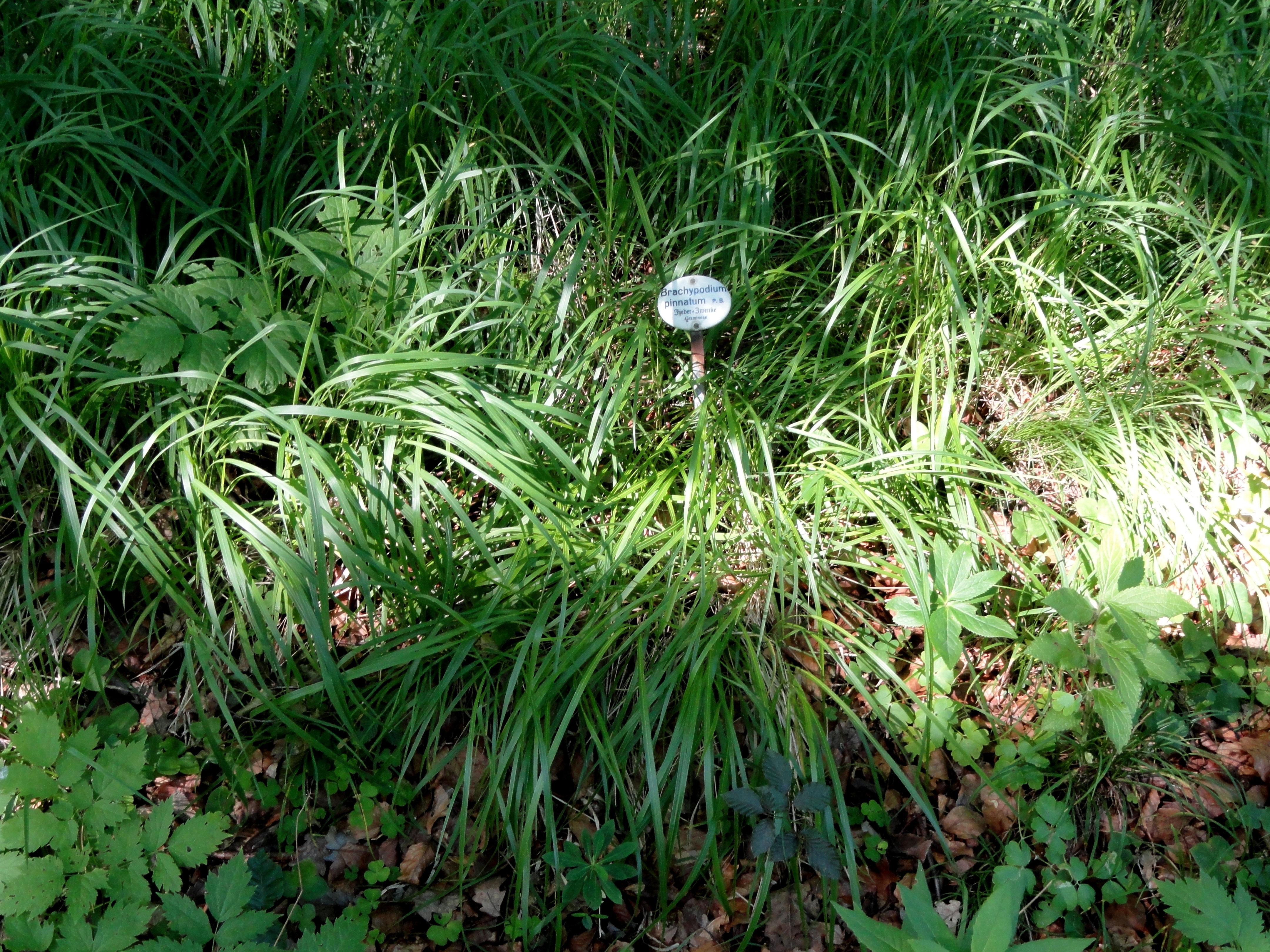
Gevinde kortsteel

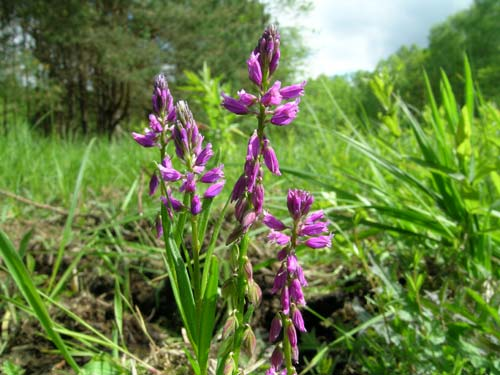
Kuifvleugeltjesbloem

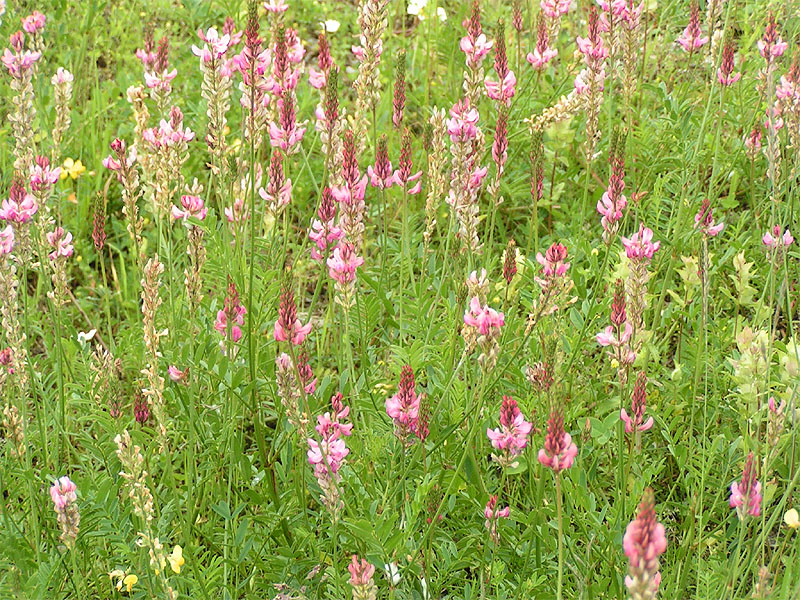
Esparcette

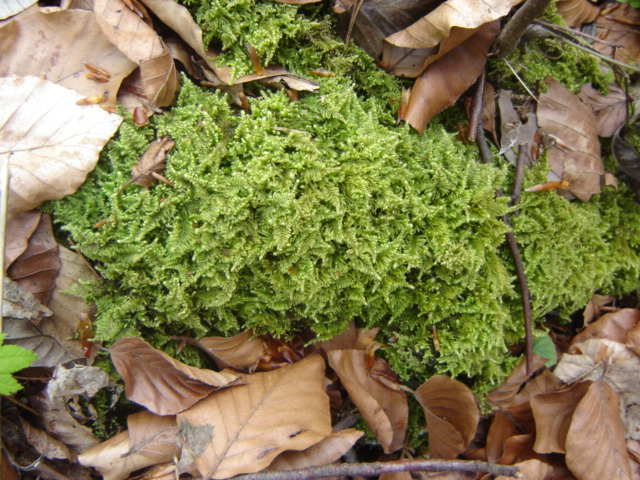
Kammos

Kruidlaag
| Kentaxon | Diff.soort | Abundantie | Triviale naam        | Botanische naam          | Opmerking |
| -------- | ---------- | ---------- | -------------------- | ------------------------ | --------- |
| kV       |            | D          | gevinde kortsteel    | Brachypodium pinnatum    |           |
| kV       |            | O          | beemdhaver           | Helictotrichon pratense  |           |
| kV       |            | O          | kuifvleugeltjesbloem | Polygala comosa          |           |
| kV       |            | Z          | esparcette           | Onobrychis viciifolia    |           |
| kK       |            | D          | grote centaurie      | Centaurea scabiosa       |           |
| kK       |            | A          | duifkruid            | Scabiosa columbaria      |           |
| kK       |            | A          | zachte haver         | Helictotrichon pubescens |           |
| kK       |            | O          | breed fakkelgras     | Koeleria pyramidata      |           |
| kK       |            | Z          | geel zonneroosje     | Helianthemum nummularium |           |
| kK       |            | Z          | echte gamander       | Teucrium chamaedrys      |           |
|          |            | Z          | beklierde ogentroost | Euphrasia rostkoviana    |           |

Moslaag
| Kentaxon | Diff.soort | Abundantie | Triviale naam | Botanische naam               | Opmerking |
| -------- | ---------- | ---------- | ------------- | ----------------------------- | --------- |
| kV       |            | O          | kammos        | Ctenidium molluscum           |           |
| kV       |            | O          | kalkgoudmos   | Campyliadelphus chrysophyllus |           |
| kV       |            | O          | kalkvedermos  | Fissidens dubius              |           |
| kK       |            | Z          | sparrenmos    | Thuidium abietinum            |           |